# Museu Dámaso Navarro
El Museu Arqueològic i Etnològic "Dámaso Navarro" està situat a Petrer (Vinalopó Mitjà). Fundat el 1999, alberga més de 12.000 peces arqueològiques donades i recuperades per nombrosos veïns de Petrer i membres del Grup Arqueològic Local, interessats en la salvaguarda del patrimoni. A més de les dues sales d'exposició permanent, una d'arqueologia i una altra d'etnologia, compta amb una sala d'exposicions temporals, sala d'actes, taller didàctic, biblioteca, magatzems i laboratori. L'edifici va ser construït el 1935 com a dispensari de salut i habitatge per a mestres, el 1964 es va convertir en biblioteca municipal i en l'actualitat alberga el museu.

## Sala d'arqueologia
Ocupa la primera planta i utilitza 17 unitats expositives i 10 panells informatius. En ells s'explica la tasca arqueològica, les primeres ocupacions humanes del territori de Petrer, l'edat del bronze, l'ocupació ibèrica, el procés de romanització, l'etapa andalusina com la creació del nucli de Bitrir, la conquesta cristiana i l'època moderna de Petrer.
Destaca un dels paviments de mosaic romà més importants del País Valencià, procedent de la vila Petraria i datat al segle iv. És també important el conjunt de guixeries islàmiques del segle xii i XII, procedents del jaciment de Puça i de les excavacions arqueològiques efectuades al castell de Petrer.

## Sala d'etnologia
Ocupa la segona planta i mostra els diferents oficis tradicionals i la cultura popular de la població fins al segle xx. Ofereix una mirada al passat més recent, a les activitats i vida quotidiana d'un estil de vida gairebé desaparegut. En els diversos ambients es mostren instruments i objectes relacionats amb les tasques de carnisseria, sabateria, ferreria, fusteria, terrisseria, treball de la pedra picada, teixidura, treball de l'espart, pesos i mesures, així com altres objectes relacionats amb les feines domèstiques i l'ús personal.